# Geissorhiza hesperanthoides
Geissorhiza hesperanthoides är en irisväxtart som beskrevs av Rudolf Schlechter. Geissorhiza hesperanthoides ingår i släktet Geissorhiza och familjen irisväxter. Inga underarter finns listade i Catalogue of Life.